# Felbecke
Felbecke ist ein Ortsteil der Stadt Schmallenberg in Nordrhein-Westfalen.

## Geografie

### Lage
Das Dorf liegt rund 2 km westlich von Wormbach in einer Höhe von 393 – 400 m über NN. Durch Felbecke führt die Landesstraße 737 und fließt der Bach Werde. Um das Dorf liegt das Landschaftsschutzgebiet Offenlandkomplex Werntrop/Selkentrop/Felbecke.

### Nachbarorte
Angrenzende Orte sind Selkentrop, Oberberndorf, Werpe, Werntrop und Wormbach.

## Geschichte
Felbecke wurde urkundlich 1284 erstmals unter dem Namen Veltbicke erwähnt. Am 3. Februar 1284 kaufte ein Dechant Heinrich zu Wormbach einen Hof zu Veltbike von einem Hermann von Veltbike. Der Abt des Klosters Grafschaft Gottfried von Bilstein bestätigte in einer Urkunde diesen Kauf und schlichtete einen Streit mit den Neffen, den Brüdern Konrad und Heinrich, des Verkäufers. 1446 und 1515 hieß es Velbeke und Velbecke, seitdem Felbecke. 1446 war ein Hans von Velbeke Zeuge einer Besitzübergabe des Edelherrn Kraft von Grafschaft an Volmeken von Heiminghausen. Das Kloster Grafschaft bezog 1515 den Zehnten in Felbecke zu fünf Schilling, später einen Königstaler. 1516 übergab eine Gese von Velbecke ihr Eigentum an ihre Kinder. Der Ort Velbeke wurde 1645 auf der Karte Westphalia Ducatus kartografisch erfasst. In der Zeit von 1680 bis 1762 fand das Thing oder Gogericht des Landes Fredeburg in Felbecke auf Cors Hof, unter Gogerben Johannes Reitz und dessen Nachfolgern, statt. 1938 lebten 177 Einwohner in Felbecke.
Bis zur kommunalen Neugliederung in Nordrhein-Westfalen gehörte Felbecke zur Gemeinde Wormbach im so genannten Hawerland. Seit dem 1. Januar 1975 ist Felbecke ein Ortsteil der Stadt Schmallenberg.

## Religion

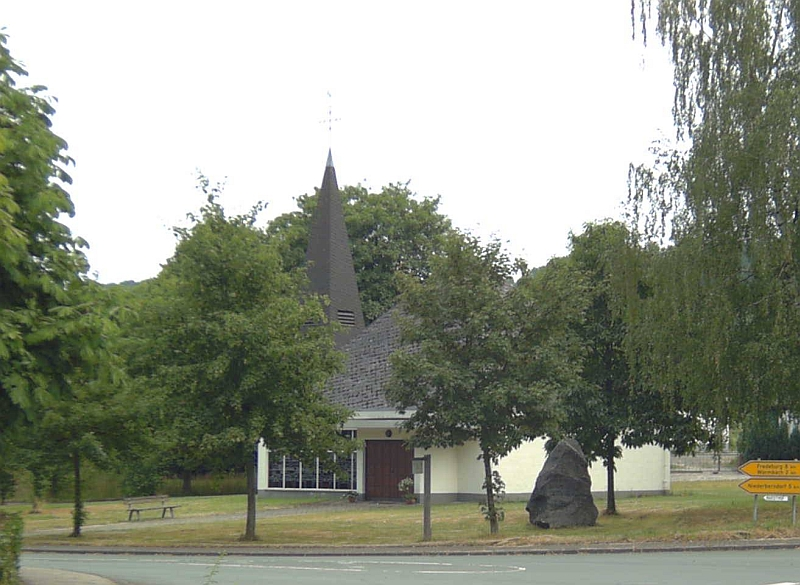
Kapelle in Felbecke

Der Ort ist, wie das ganze Sauerland, katholisch geprägt. Bereits im Jahr 1610 existierte eine St.-Georg-Kapelle in Felbecke. Dechant Hundt ließ im Jahr 1877 in der Kapelle einen Kreuzweg anlegen. 1971 wurde die neue Apollonia-Kapelle gebaut, weil die alte Kapelle aus dem 17. Jahrhundert in einem stark renovierungsbedürftigen Zustand war.

## Öffentliche Einrichtungen
Im Dorf befand sich eine katholische Grundschule.

## Vereine
In Felbecke gibt es die Löschgruppe Felbecke. Der Reiterverein Schmallenberg-Lennestadt hat in Felbecke seine Reithalle nebst Außenanlage.